# Vinte e cinco
O vinte e cinco (25) é o número natural que segue o 24 e precede o 26.
O 25 é um número composto, que tem apenas um fator primo. Os únicos divisores próprios de 25 são 1 e 5. Como a soma dos seus factores é 6 < 25, trata-se de um número defectivo.
Pode ser escrito de forma única como a soma de dois números primos: {\displaystyle 25=2+23\,}.
25 é o quadrado de 5. O quadrado perfeito seguinte é o 36 e o anterior é o 16.
Vinte e cinco também foi um filme curta-metragem do ano de 2001, ambientado em Búzios, no Rio de Janeiro, escrito e dirigido pela atriz Maria Ribeiro.
Na Constituição Brasileira de 1824, vince e cinco era a idade mínima para um cidadão poder exercer o cargo de membro de um Conselho Geral da Província.